# 31 rue Cambon
31 rue Cambon est un parfum des Parfums Chanel, créé en 2007 par Jacques Polge. 
Son bouquet floral est un accord chypré composé de bergamote, de patchouli, de mousse de chêne et de labdanum. Il ne fait pas partie des numéros (No 5, etc.). 